# Dimsdale (Alberta)
Pour l’article homonyme, voir Helen Dimsdale.
Dimsdale est un hameau (hamlet) du Comté de Grande Prairie No 1, situé dans la province canadienne d'Alberta.